# Stazione di San Gottardo (Monserrato)
La stazione di San Gottardo, già stazione di Monserrato Gottardo, è una fermata ferroviaria e tranviaria a servizio del comune di Monserrato, posta lungo la ferrovia Cagliari-Isili (di cui è capolinea) e sul tracciato delle linee 1 e 2 della rete tranviaria di Cagliari, entrambe gestite dall'ARST.

## Storia
La nascita dell'impianto si ricollega al progetto di riconversione tranviaria del tracciato cagliaritano della Cagliari-Isili portato avanti negli anni 2000 dalle Ferrovie della Sardegna: con la decisione di chiudere al traffico ferroviario la porzione di linea tra gli scali di Cagliari Piazza Repubblica e Monserrato, fu avviata anche la costruzione di un terminal di interscambio ferrotranviario nell'area ovest dei depositi di quest'ultimo impianto, destinata originariamente al passaggio dei binari della mai ultimata ferrovia Monserrato-San Paolo. 

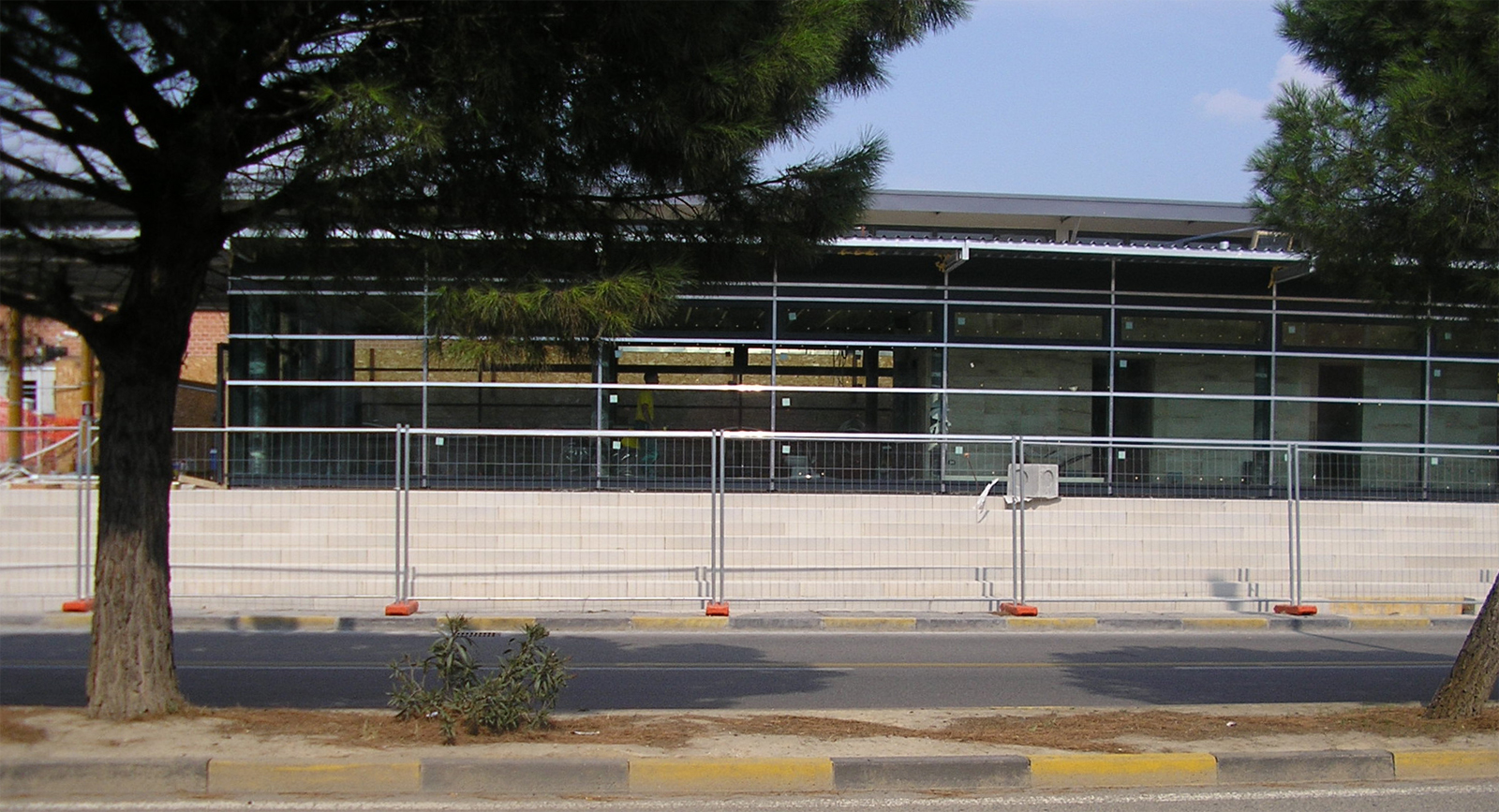
Il fabbricato viaggiatori della fermata nel 2011 durante la fase di costruzione

I lavori, avviati nel 2004, furono completati nel 2007 e la fermata fu attivata ufficialmente il 17 marzo 2008, data di apertura della tranvia cagliaritana nonché di spostamento del capolinea ferroviario dalla fermata di Largo Gennari al nuovo impianto, denominato originariamente "Monserrato Gottardo", nome che muterà in "San Gottardo" nel decennio successivo.
In seguito nel 2010 (anno di passaggio della struttura all'ARST) furono avviati i lavori di costruzione della linea tranviaria che dalla fermata conduce sino al Policlinico ed alla cittadella universitaria di Monserrato, lavori che compresero inoltre la realizzazione di un fabbricato viaggiatori a servizio dell'utenza dell'impianto, la cui costruzione fu avviata nel 2011. Il 14 febbraio 2015 tale tronco tranviario è stato aperto all'esercizio, mentre il successivo 3 aprile è stata inaugurata la linea 2 della tranvia, frutto della trasformazione del tronco ferroviario tra lo scalo e quello di Settimo San Pietro in linea promiscua ferroviaria e tranviaria. Negli stessi giorni veniva aperto al pubblico il fabbricato viaggiatori della fermata.

## Strutture e impianti

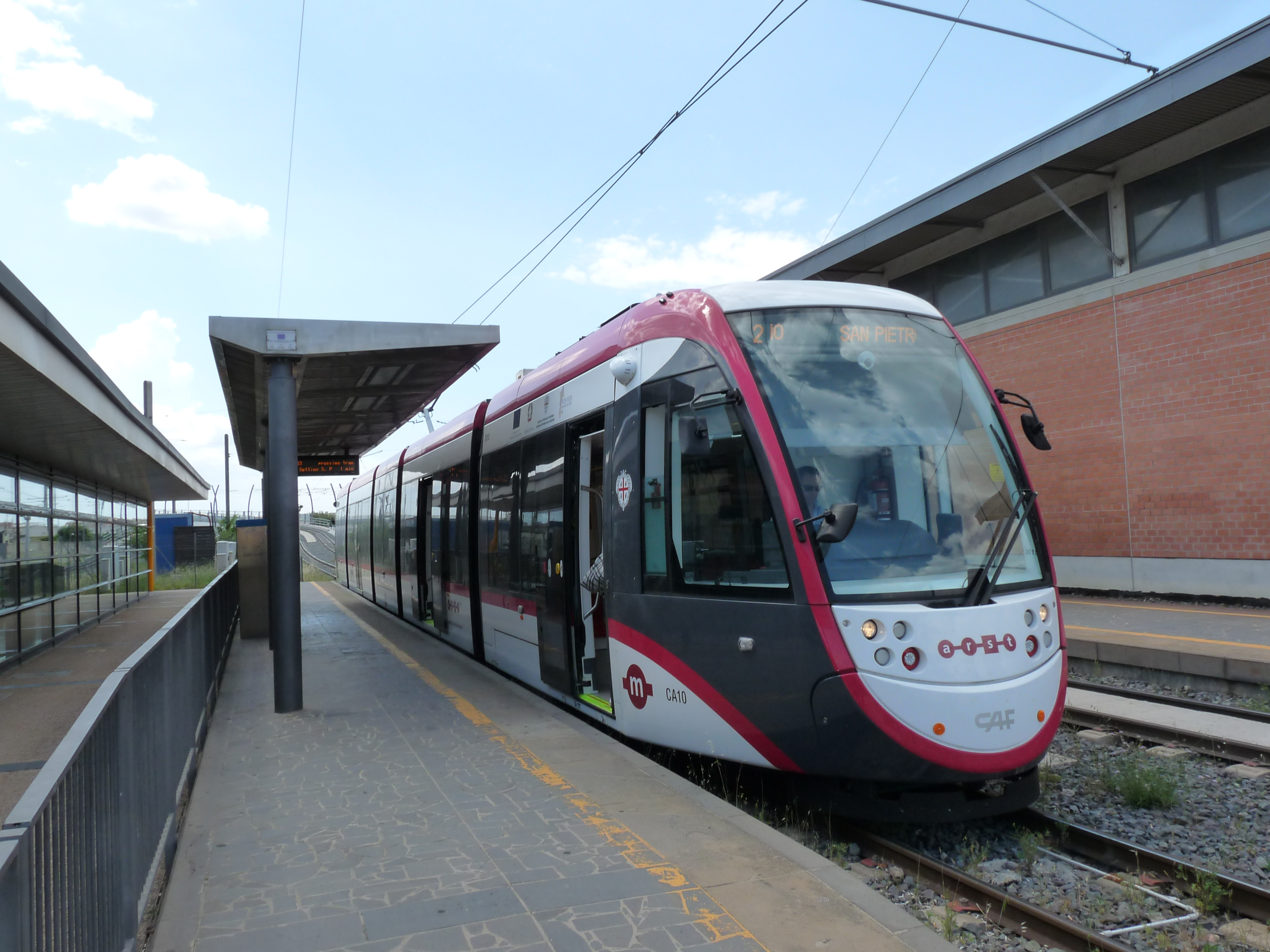
Tram CAF in sosta in uno dei due binari tranviari

La fermata dispone di 3 binari per servizio viaggiatori, tutti a scartamento da 950 mm, di cui 2 dedicati al servizio tranviario e uno per il servizio ferroviario. L'accesso dei passeggeri ai mezzi è possibile grazie a due banchine, una situata al lato del binario tranviario più esterno, e l'altra tra il secondo binario utilizzato dai tram e quello ferroviario. Entrambe dotate di pensiline, le banchine sono accessibili ai portatori di disabilità. Tutti i binari sono inoltre attrezzati con linea aerea per l'alimentazione elettrica dei tram.
Dal punto di vista tranviario la fermata è di tipo passante, inoltre i tram dallo scalo possono accedere al raccordo per le relative rimesse situate a ridosso del binario ferroviario della fermata (il CRM).
La fermata è dotata di un fabbricato viaggiatori, a pianta rettangolare e con pareti con superfici in vetro.

## Movimento

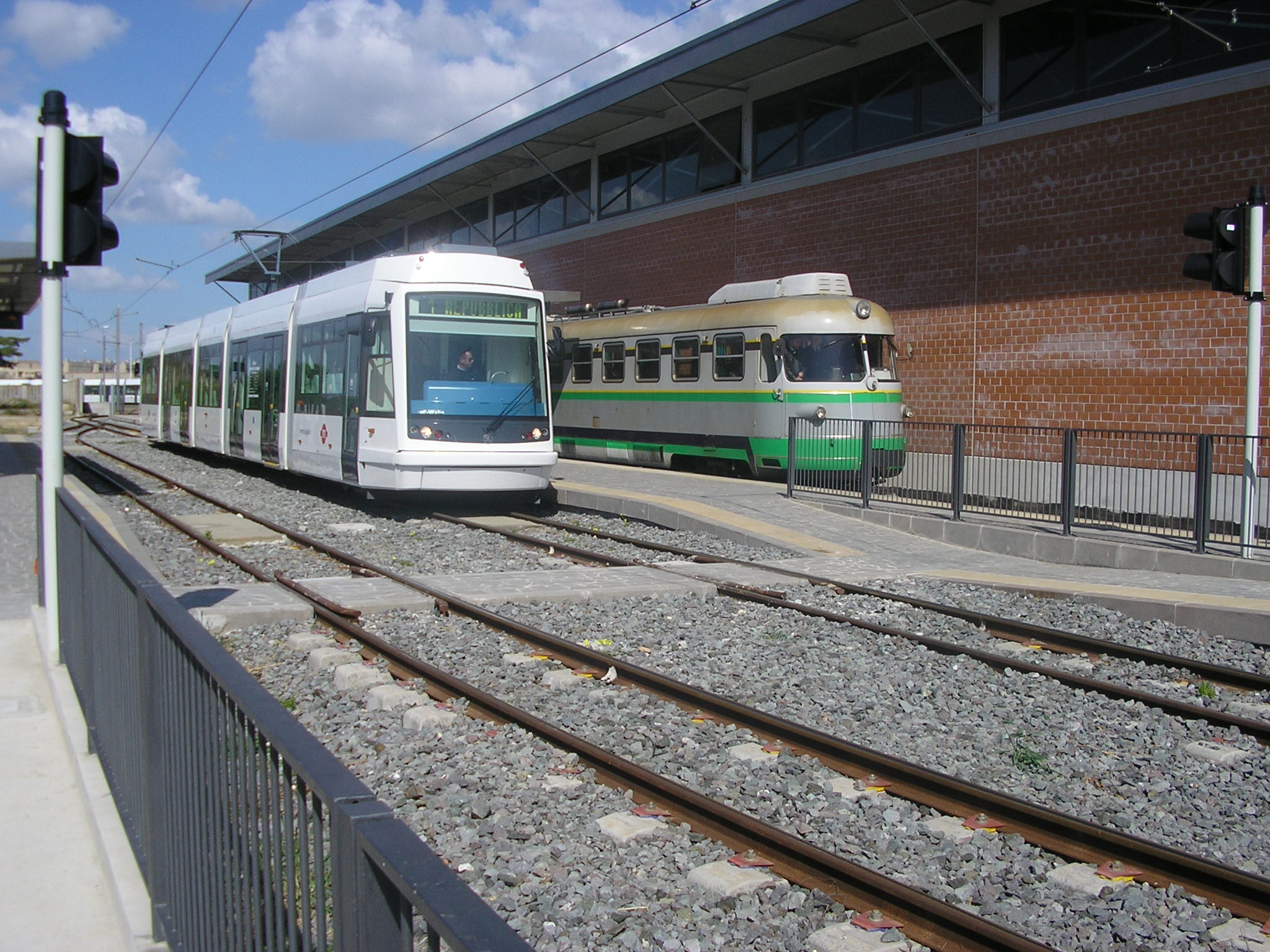
Tram Škoda 06 T di Metrocagliari e automotrice ADe in sosta nell'impianto

Per quanto concerne il servizio ferroviario la stazione è servita da treni regionali svolti da ARST, società interamente partecipata dalla Regione Autonoma della Sardegna, la quale ha in carico anche la gestione della tranvia di Cagliari. I tram in direzione Piazza Repubblica e Policlinico partono con una frequenza di 10 minuti, fatte salve le prime corse del mattino; alcune corse hanno inoltre capolinea nello scalo. Per quanto concerne la linea 2 della rete tranviaria (di cui lo scalo è capolinea con la stazione di Settimo San Pietro) sono effettuate corse con una frequenza oscillante tra i 20 ed i 30 minuti, fatte salve le fasce di impiego ferroviario di questo tronco.

## Servizi
L'area dedicata al traffico passeggeri è dotata di un impianto di videosorveglianza. Sono presenti in loco anche una biglietteria automatica ed una sala d'attesa, quest'ultima ospitata nel fabbricato viaggiatori, nel quale sono ubicate anche le ritirate.
- Biglietteria automatica
- Sala d'attesa
- Servizi igienici

## Interscambi
A pochi metri dalla fermata e dal suo fabbricato viaggiatori in via di realizzazione, in via San Gottardo osservano fermata gli autoservizi suburbani del CTM (linee 8 ed 8A, M, QSA) per Cagliari e hinterland, e quelli interurbani svolti dall'ARST.
- Fermata autobus